# Arturo Pomar
Arturo Pomar Salamanca (Palma di Majorca, 1º settembre 1931 – Barcellona, 26 maggio 2016) è stato uno scacchista spagnolo.
È stato un enfant prodige degli scacchi: vinse il campionato delle isole Baleari a 11 anni e diventò Maestro a 13 anni. Allievo di Aleksandr Alechin, pattò una partita a tempo regolare contro il suo maestro all'età di 13 anni, diventando il più giovane giocatore a pareggiare una partita di torneo contro il campione del mondo in carica, un record che detiene tuttora.
Vinse sette volte il Campionato spagnolo (1946, 1950, 1957, 1958, 1959, 1962 e 1966).
Pomar partecipò con la Spagna a 12 olimpiadi degli scacchi dal 1958 al 1980 (nove volte in prima scacchiera). Vinse la medaglia di bronzo in seconda scacchiera alle olimpiadi di Lipsia 1960.
Pomar ottenne il titolo di Maestro Internazionale nel 1950 (anno di istituzione del titolo) e nel 1962 diventò il primo Grande maestro spagnolo.
Altri risultati:
- 1945 :  terzo ad Almería, dietro ad Alechin e Francisco López Núñez;
- 1946 :  sesto nel torneo di Londra, vinto da Herman Steiner;
- 1949 :  vince il torneo di Santa Fe in Argentina; pari primo a Parigi;
- 1950 :  secondo-terzo a Gijón;
- 1952 :  secondo a Hollywood dietro a Svetozar Gligorić;
- 1954 :  pari 1º-2º con Larry Evans nel US Open di New Orleans;
- 1958 :  primo a Santander;
- 1959 :  pari primo a Madrid;
- 1960 :  pari primo con Gligorić, Portisch e Donner nello zonale di Madrid (2º-3º dopo il playoff);
- 1961 :  primo-secondo a Torremolinos;
- 1964 :  primo a Malaga;
- 1965 :  primo-terzo a Palma di Majorca con Alberic O'Kelly e Klaus Darga;
- 1966 :  secondo dietro a Michail Botvinnik al torneo IBM di Amsterdam; secondo dietro a Michail Tal' a Palma di Maiorca;
- 1971 :  vince il torneo di Malaga.

Si ritirò dalla scena agonistica nel 1992.
Alcune partite notevoli:
- Isaac Kashdan – Arturo Pomar, Hollywood 1952  – Siciliana var. Najdorf B92
- Lajos Portisch – Arturo Pomar, Torremolinos 1961  – Siciliana attacco McDonnell B21
- Arturo Pomar – Juchym Heller, Interzonale di Stoccolma 1962  – Est indiana var. quattro pedoni
- Petar Trifunović – Arturo Pomar, Palma di Majorca 1966  – Difesa siciliana B58
- Arturo Pomar – Ljubomir Ljubojević, Hoogovens 1972  – Zukertort A04